# Formica procera
Formica procera är en myrart som beskrevs av Oswald Heer 1850. Formica procera ingår i släktet Formica och familjen myror. Inga underarter finns listade i Catalogue of Life.